# يان بلاتشفورد
يان بلاتشفورد (بالإنجليزية: Ian Blatchford)‏ هو أمين فني بريطاني، ولد في 17 أغسطس 1965 في المملكة المتحدة.